# Sportgemeinschaft 09 Wattenscheid 1985-1986
Questa voce raccoglie le informazioni riguardanti la Sportgemeinschaft 09 Wattenscheid nelle competizioni ufficiali della stagione 1985-1986.

## Stagione
Nella stagione 1985-1986 il Wattenscheid, allenato da Hans-Werner Moors, concluse il campionato di 2. Bundesliga al 9º posto. In Coppa di Germania il Wattenscheid fu eliminato al primo turno dal Borussia M'gladbach.

## Rosa
| N. |                     | Ruolo | Calciatore         |
| -- | ------------------- | ----- | ------------------ |
|    | Germania (bandiera) | P     | Jörg Dohn          |
|    | Germania (bandiera) | P     | Ralf Eilenberger   |
|    | Germania (bandiera) | P     | Jupp Koitka        |
|    | Germania (bandiera) | D     | Jörg Bach          |
|    | Croazia (bandiera)  | D     | Vilson Džoni       |
|    | Germania (bandiera) | D     | Ulrich Gentze      |
|    | Germania (bandiera) | D     | Frank Kontny       |
|    | Germania (bandiera) | D     | Thomas Langbein    |
|    | Germania (bandiera) | D     | Thomas Siewert     |
|    | Germania (bandiera) | D     | Werner Steeger     |
|    | Turchia (bandiera)  | D     | Meric Yavuz        |
|    | Germania (bandiera) | C     | Markus Falkenstein |
|    | Germania (bandiera) | C     | Karl Gerban        |
|    | Germania (bandiera) | C     | Dirk Hilligloh     |

| N. |                        | Ruolo | Calciatore        |
| -- | ---------------------- | ----- | ----------------- |
|    | Paesi Bassi (bandiera) | C     | Alco Joosten      |
|    | Germania (bandiera)    | C     | Dirk Kontny       |
|    | Germania (bandiera)    | C     | Klaus Kramer      |
|    | Germania (bandiera)    | C     | Harald Kügler     |
|    | Germania (bandiera)    | C     | Burkhard Steiner  |
|    | Germania (bandiera)    | C     | Martin Tilner     |
|    | Germania (bandiera)    | C     | Günter Tinnefeld  |
|    | Germania (bandiera)    | C     | Stephan Zander    |
|    | Germania (bandiera)    | A     | Sergio Allievi    |
|    | Germania (bandiera)    | A     | Gerhard Drews     |
|    | Germania (bandiera)    | A     | Peter Kunkel      |
|    | Germania (bandiera)    | A     | Uwe Tschiskale    |
|    | Germania (bandiera)    | A     | Hermann Wulfmeier |

## Organigramma societario
Area tecnica
- Allenatore: Hans-Werner Moors
- Allenatore in seconda:
- Preparatore dei portieri:
- Preparatori atletici:

## Calciomercato

### Sessione estiva
| Acquisti | Acquisti       | Acquisti        | Acquisti |
| R.       | Nome           | da              | Modalità |
| -------- | -------------- | --------------- | -------- |
| A        | Uwe Tschiskale | Preußen Münster |          |

| Cessioni | Cessioni          | Cessioni         | Cessioni |
| R.       | Nome              | a                | Modalità |
| -------- | ----------------- | ---------------- | -------- |
| A        | Norbert Elgert    | SuS 09 Dinslaken |          |
| A        | Waldemar Steubing | Union Solingen   |          |

### Sessione invernale
| Acquisti | Acquisti | Acquisti | Acquisti |
| R.       | Nome     | da       | Modalità |
| -------- | -------- | -------- | -------- |

| Cessioni | Cessioni | Cessioni | Cessioni |
| R.       | Nome     | a        | Modalità |
| -------- | -------- | -------- | -------- |

## Risultati

### 2. Bundesliga

#### Girone di andata
| Arbitro: | Gangkofer |

|                            |           |                                                           |
| Steiner 56’ Tschiskale 80’ | Marcatori | 21’, 23’, 82’ Grabosch 33’ Gede 79’ Kurtenbach 89’ Helmes |

| Arbitro: | Strigel |

|               |           |                          |
| Cestonaro 18’ | Marcatori | 2’ Tschiskale 49’ Kunkel |

| Arbitro: | Wittke |

|                       |           |            |
| Tilner 38’ Kunkel 52’ | Marcatori | 87’ Bialon |

| Arbitro: | Correll |

|                                  |           |               |
| Bunk 44’ (rig.), 79’ Mattern 86’ | Marcatori | 9’ Tschiskale |

| Arbitro: | Kasperowski |

|                             |           |  |
| Tilner 13’ Allievi 33’, 47’ | Marcatori |  |

| Arbitro: | Brehm |

|           |           |            |
| Trapp 43’ | Marcatori | 76’ Kügler |

| Arbitro: | Brückner |

|  |           |            |
|  | Marcatori | 38’ Kunkel |

| Arbitro: | Diekert |

|                       |           |  |
| Tilner 9’ Allievi 35’ | Marcatori |  |

| Arbitro: | Assenmacher |

|              |           |                 |
| Notthoff 14’ | Marcatori | 83’ Falkenstein |

| Arbitro: | Steinborn |

|                        |           |                                      |
| Kunkel 19’ Allievi 80’ | Marcatori | 6’ Bohne 26’, 34’ Linz 60’ Metschies |

| Arbitro: | Kasperowski |

|                                              |           |           |
| Rompel 12’ Aulbach 44’ Tobollik 46’ Löhr 76’ | Marcatori | 45’ Drews |

| Arbitro: | Kriegelstein |

|  |           |                        |
|  | Marcatori | 48’ Stickroth 90’ Lais |

| Arbitro: | Hellwig |

|  |           |               |
|  | Marcatori | 5’ Tschiskale |

| Arbitro: | Correll |

|                                      |           |           |
| Kügler 24’ Tschiskale 53’ Kunkel 89’ | Marcatori | 47’ Römer |

| Arbitro: | Schäfer |

|                                               |           |                       |
| Finke 15’, 22’ Vollmer 82’ Kmiecik 88’ (rig.) | Marcatori | 61’ Tilner 65’ Kunkel |

| Arbitro: | Reinstädtler |

|                          |           |                 |
| Tschiskale 55’ Drews 83’ | Marcatori | 40’ Burgsmüller |

| Arbitro: | Zimmermann |

|                          |           |                           |
| Plagge 50’ Ellmerich 79’ | Marcatori | 32’ Kügler 80’ Tschiskale |

| Arbitro: | Boos |

|            |           |                                           |
| Kunkel 55’ | Marcatori | 18’, 81’ Dooley 68’ (rig.), 72’ Friedmann |

| Arbitro: | Dellwing |

|                                     |           |             |
| Haas 8’ Ridder 30’ Drews 60’ (aut.) | Marcatori | 85’ Allievi |

#### Girone di ritorno
| Arbitro: | Scheuerer |

|  |           |                     |
|  | Marcatori | 89’, 90’ Tschiskale |

| Arbitro: | Neuner |

|                                 |           |  |
| Tschiskale 31’ Allievi 67’, 68’ | Marcatori |  |

| Arbitro: | Probst |

|           |           |                            |
| Gores 90’ | Marcatori | 14’ Tschiskale 85’ Allievi |

| Arbitro: | Steffens |

|                |           |          |
| Tschiskale 83’ | Marcatori | 74’ Flad |

| Bayreuth 15 febbraio 1986, ore 15:00 CET 24ª giornata | Bayreuth | 0 – 0 referto | Wattenscheid 09 | Hans-Walter-Wild Stadion (1 000 spett.)\| Arbitro: \| Bauer \| |
| Arbitro:                                              | Bauer    |               |                 |                                                                |

| Arbitro: | Retzmann |

|            |           |            |
| Kügler 77’ | Marcatori | 54’ Bogdan |

| Arbitro: | Amerell |

|                                                |           |  |
| Drews 15’ Tschiskale 39’, 59’, 69’ Allievi 75’ | Marcatori |  |

| Arbitro: | Bodmer |

|                        |           |           |
| Glaser 69’ Kispert 71’ | Marcatori | 5’ Kügler |

| Arbitro: | Kautschor |

|                                 |           |           |
| Steiner 38’ Tschiskale 60’, 65’ | Marcatori | 86’ Lazic |

| Arbitro: | Pauly |

|                 |           |                  |
| Linz 78’ (rig.) | Marcatori | 61’, 70’ Allievi |

| Arbitro: | Kasperowski |

|            |           |  |
| Kunkel 28’ | Marcatori |  |

| Arbitro: | Matheis |

|                    |           |                     |
| Löw 52’ Schulz 73’ | Marcatori | 33’, 85’ Tschiskale |

| Arbitro: | Probst |

|                                   |           |                    |
| Gentze 19’ Kügler 52’ Allievi 70’ | Marcatori | 27’ (aut.) Steeger |

| Solingen 19 aprile 1986, ore 15:00 CEST 33ª giornata | Union Solingen | 0 – 0 referto | Wattenscheid 09 | Stadion am Hermann-Löns-Weg (2 000 spett.)\| Arbitro: \| Gangkofer \| |
| Arbitro:                                             | Gangkofer      |               |                 |                                                                       |

| Arbitro: | Kriegelstein |

|  |           |                        |
|  | Marcatori | 19’ Merkle 36’ Vollmer |

| Arbitro: | Reinstädtler |

|                                 |           |                   |
| Pickenäcker 13’ (rig.) Hahn 50’ | Marcatori | 58’ (rig.) Tilner |

| Arbitro: | Diekert |

|                                      |           |            |
| Allievi 15’, 20’ Tschiskale 23’, 63’ | Marcatori | 70’ Plagge |

| Arbitro: | Brückner |

|          |           |            |
| Beck 77’ | Marcatori | 61’ Tilner |

| Arbitro: | Wahmann |

|                |           |                               |
| Tschiskale 88’ | Marcatori | 59’ Ridder 90’ (aut.) Steiner |

### Coppa di Germania
| Arbitro: | Zimmermann |

|                        |           |                                                 |
| Allievi 20’ Kunkel 25’ | Marcatori | 3’ Lienen 6’ Bruns 31’ Dreßen 40’ Mill 82’ Rahn |

## Statistiche

### Statistiche di squadra
| Competizione      | Punti | In casa | In casa | In casa | In casa | In casa | In casa | In trasferta | In trasferta | In trasferta | In trasferta | In trasferta | In trasferta | Totale | Totale | Totale | Totale | Totale | Totale | DR |
| Competizione      | Punti | G       | V       | N       | P       | Gf      | Gs      | G            | V            | N            | P            | Gf           | Gs           | G      | V      | N      | P      | Gf     | Gs     | DR |
| ----------------- | ----- | ------- | ------- | ------- | ------- | ------- | ------- | ------------ | ------------ | ------------ | ------------ | ------------ | ------------ | ------ | ------ | ------ | ------ | ------ | ------ | -- |
| 2. Bundesliga     | 43    | 19      | 11      | 2       | 6       | 39      | 28      | 19           | 6            | 7            | 6            | 24           | 28           | 38     | 17     | 9      | 12     | 63     | 56     | +7 |
| Coppa di Germania | -     | 1       | 0       | 0       | 1       | 2       | 5       | 0            | 0            | 0            | 0            | 0            | 0            | 1      | 0      | 0      | 1      | 2      | 5      | -3 |
| Totale            | 43    | 20      | 11      | 2       | 7       | 41      | 33      | 19           | 6            | 7            | 6            | 24           | 28           | 39     | 17     | 9      | 13     | 65     | 61     | +4 |

### Andamento in campionato
| Giornata  | 1  | 2  | 3 | 4  | 5  | 6  | 7 | 8 | 9 | 10 | 11 | 12 | 13 | 14 | 15 | 16 | 17 | 18 | 19 | 20 | 21 | 22 | 23 | 24 | 25 | 26 | 27 | 28 | 29 | 30 | 31 | 32 | 33 | 34 | 35 | 36 | 37 | 38 |
| --------- | -- | -- | - | -- | -- | -- | - | - | - | -- | -- | -- | -- | -- | -- | -- | -- | -- | -- | -- | -- | -- | -- | -- | -- | -- | -- | -- | -- | -- | -- | -- | -- | -- | -- | -- | -- | -- |
| Luogo     | C  | T  | C | T  | C  | T  | T | C | T | C  | T  | C  | T  | C  | T  | C  | T  | C  | T  | T  | C  | T  | C  | T  | C  | C  | T  | C  | T  | C  | T  | C  | T  | C  | T  | C  | T  | C  |
| Risultato | P  | V  | V | P  | V  | N  | V | V | N | P  | P  | P  | V  | V  | P  | V  | N  | P  | P  | V  | V  | V  | N  | N  | N  | V  | P  | V  | V  | V  | N  | V  | N  | P  | P  | V  | N  | P  |
| Posizione | 20 | 16 | 9 | 12 | 10 | 10 | 5 | 2 | 4 | 8  | 9  | 9  | 9  | 9  | 9  | 9  | 9  | 10 | 12 | 10 | 10 | 7  | 8  | 9  | 9  | 7  | 9  | 8  | 6  | 6  | 6  | 5  | 5  | 7  | 9  | 6  | 6  | 9  |

Legenda:

Luogo: C = Casa; T = Trasferta. Risultato: V = Vittoria; N = Pareggio; P = Sconfitta.

### Statistiche dei giocatori
| Giocatore      | 2. Bundesliga | 2. Bundesliga | 2. Bundesliga | 2. Bundesliga | Coppa di Germania | Coppa di Germania | Coppa di Germania | Coppa di Germania | Totale   | Totale | Totale      | Totale     |
| Giocatore      | Presenze      | Reti          | Ammonizioni   | Espulsioni    | Presenze          | Reti              | Ammonizioni       | Espulsioni        | Presenze | Reti   | Ammonizioni | Espulsioni |
| -------------- | ------------- | ------------- | ------------- | ------------- | ----------------- | ----------------- | ----------------- | ----------------- | -------- | ------ | ----------- | ---------- |
| S. Allievi     | 36            | 14            | 7             | 0             | 1                 | 1                 | 0                 | 0                 | 37       | 15     | 7           | 0          |
| J. Bach        | 0             | 0             | 0             | 0             | 0                 | 0                 | 0                 | 0                 | 0        | 0      | 0           | 0          |
| J. Dohn        | 5             | 0             | 0             | 0             | 0                 | 0                 | 0                 | 0                 | 5        | 0      | 0           | 0          |
| G. Drews       | 36            | 3             | 2             | 0             | 1                 | 0                 | 0                 | 0                 | 37       | 3      | 2           | 0          |
| V. Džoni       | 24            | 0             | 3             | 1             | 1                 | 0                 | 0                 | 0                 | 25       | 0      | 3           | 1          |
| R. Eilenberger | 1             | 0             | 0             | 0             | 0                 | 0                 | 0                 | 0                 | 1        | 0      | 0           | 0          |
| M. Falkenstein | 33            | 1             | 2             | 0             | 1                 | 0                 | 0                 | 0                 | 34       | 1      | 2           | 0          |
| U. Gentze      | 15            | 1             | 1             | 0             | 0                 | 0                 | 0                 | 0                 | 15       | 1      | 1           | 0          |
| K. Gerban      | 8             | 0             | 2             | 0             | 0                 | 0                 | 0                 | 0                 | 8        | 0      | 2           | 0          |
| D. Hilligloh   | 3             | 0             | 0             | 0             | 0                 | 0                 | 0                 | 0                 | 3        | 0      | 0           | 0          |
| A. Joosten     | 18            | 0             | 3             | 2             | 1                 | 0                 | 0                 | 0                 | 19       | 0      | 3           | 2          |
| J. Koitka      | 33            | 0             | 3             | 1             | 1                 | 0                 | 0                 | 0                 | 34       | 0      | 3           | 1          |
| D. Kontny      | 8             | 0             | 1             | 0             | 0                 | 0                 | 0                 | 0                 | 8        | 0      | 1           | 0          |
| F. Kontny      | 0             | 0             | 0             | 0             | 0                 | 0                 | 0                 | 0                 | 0        | 0      | 0           | 0          |
| K. Kramer      | 4             | 0             | 0             | 0             | 0                 | 0                 | 0                 | 0                 | 4        | 0      | 0           | 0          |
| P. Kunkel      | 30            | 8             | 5             | 0             | 1                 | 1                 | 1                 | 0                 | 31       | 9      | 6           | 0          |
| H. Kügler      | 27            | 6             | 5             | 0             | 1                 | 0                 | 0                 | 0                 | 28       | 6      | 5           | 0          |
| T. Langbein    | 1             | 0             | 1             | 0             | 0                 | 0                 | 0                 | 0                 | 1        | 0      | 1           | 0          |
| T. Siewert     | 36            | 0             | 4             | 0             | 1                 | 0                 | 1                 | 0                 | 37       | 0      | 5           | 0          |
| W. Steeger     | 27            | 0             | 7             | 0             | 0                 | 0                 | 0                 | 0                 | 27       | 0      | 7           | 0          |
| B. Steiner     | 34            | 2             | 10            | 0             | 1                 | 0                 | 0                 | 0                 | 35       | 2      | 10          | 0          |
| M. Tilner      | 35            | 6             | 4             | 0             | 1                 | 0                 | 0                 | 0                 | 36       | 6      | 4           | 0          |
| G. Tinnefeld   | 35            | 0             | 8             | 0             | 1                 | 0                 | 0                 | 0                 | 36       | 0      | 8           | 0          |
| U. Tschiskale  | 36            | 22            | 8             | 0             | 1                 | 0                 | 0                 | 0                 | 37       | 22     | 8           | 0          |
| H. Wulfmeier   | 1             | 0             | 0             | 0             | 0                 | 0                 | 0                 | 0                 | 1        | 0      | 0           | 0          |
| M. Yavuz       | 1             | 0             | 0             | 0             | 0                 | 0                 | 0                 | 0                 | 1        | 0      | 0           | 0          |
| S. Zander      | 2             | 0             | 0             | 0             | 0                 | 0                 | 0                 | 0                 | 2        | 0      | 0           | 0          |